# Шашмаз, Неджати
Мухаммед Неджати Шашмаз (родился 15 декабря 1971 года, Харпут, Турция ) — турецкий актер, сценарист, продюсер и бизнесмен. Он стал известен благодаря своему персонажу Полату Алемдару в сериале «Долина волков».

## Биография
Шашмаз родился в семье курдов-заза, в Харпуте, Турция. Он сын пары Абдулкадира и Сахилы Шашмаз. У него есть два брата по имени Ражи Шашмаз и Зубейр Шашмаз.
Шашмаз, основной профессией которого является туризм, получил начальное и среднее образование. Когда ему не удалось сдать экзамен в университете, он поехал сначала в Канаду, а затем в США. Шашмаз, проживший в Америке 6 лет, получил грин-карту, которая давала разрешение на работу и проживание. Он проходил военную службу в течение 28 дней в Кютахье после землетрясения в Гёльджюке 1999 года. Когда он некоторое время навещал свою семью в 2001 году, он купил обратный билет на 11 сентября 2001 года. Шашмаз, который вернулся до того, как его самолет смог добраться до Америки из-за терактов в Америке, позже отказался от возвращения в Америку из-за сомнений и настойчивости своей семьи. Неджати Шашмаз на время уехал в Украину, а затем вернулся в Турцию.
Неджати Шашмаз, решивший продолжить жизнь в Турции, открыл страховое агентство в Анкаре. Вскоре он прошел собеседование в Osman Sinav через своего брата Ражи Шашмаза. Он пошел на встречу с ожиданием, что ему предложат принять участие в работе над сценарием постановки. Осман Сынав сказал: «Мы думаем о сериале, я думаю о тебе в главной роли». Сказав, что хочет подумать над своими словами, Шашмаз через месяц принял предложение.
Так Неджати Шашмаз начал проект «Долина волков», который, по его словам, полностью изменил его жизнь; Он сказал, что у него нет личной жизни: «В Анкаре меня называют только по имени, в Стамбуле все зовут меня Полат». он выразил это своими словами.
В 2009 году он основал новостной сайт Yazete.
Правительство, стремящееся решить проблему с событиями в парке Гези, приняло делегацию, в которую входили художники; Шашмаз также был включен в эту делегацию вместе с такими именами, как Хасан Качан и Хюлья Авшар. Заявление для прессы, которое он сделал после встречи, было признано бессмысленным и вызвало реакцию некоторых групп в Твиттере.
2 ноября 2014 года Шашмаз попал в дорожно-транспортное происшествие, когда автомобиль, которым он управлял, вышел из-под контроля во время съемок сериала. Было установлено, что у него был перелом челюсти, и ему сделали операцию.
Шашмаз встретился с азербайджанскими солдатами, которые были ветеранами Нагорно-Карабахской войны в 2022 году.
Сегодня Шашмаз активно участвует в строительных и туристических секторах. Имеет инвестиции в различных отраслях.